# Триникельтитан
Тринѝкельтита́н — бинарное неорганическое соединение, интерметаллид никеля и титана с формулой TiNi3, кристаллы.

## Получение
- Сплавление стехиометрических количеств чистых веществ[2]:

{\displaystyle {\mathsf {3Ni+Ti\ {\xrightarrow {900^{o}C}}\ TiNi_{3}}}}

## Физические свойства
Триникельтитан образует кристаллы гексагональной сингонии, пространственная группа P 63/mmc, параметры ячейки a = 0,5093 нм, c = 0,8276 нм, Z = 4 (по другим данным a = 0,25505 нм, c = 0,83067 нм, Z = 1).
При температурах 1118 °C и 1304 °C происходят переходы в фазы соответственно тригональной и кубической сингонии.
Соединение конгруэнтно плавится при температуре 1380 °C.